# Patrizia Cavalli
Patrizia Cavalli (17. dubna 1947, Todi – 21. června 2022, Řím) byla italská básnířka. Je autorkou sedmi básnických sbírek.

## Dílo
Patrizia Cavalli psala svou diplomovou práci věnovanou estetice hudby. Přeložila dramata od Molièra a Williama Shakespeara.
Témata, která se opakují v díle Cavalliové, je ženství a tradičně ženské profese, jako je péče o domácnost a o děti, pletení a vztahy s muži. 
Její básnická sbírka z roku 2007 My Poems Won’t Change The World (Moje poezie nezmění svět) se stala oblíbenou mezi americkými básníky, kteří ji pro její srozumitelný jazyk začali překládat. Byli mezi nimi Mark Strand, Jorie Grahamová, Jonathan Galassi, Rosanna Warrenová, Geoffrey Brock, J. D. McClatchy, David Shapiro. Poté se o její dílo začalo zajímat také anglicky mluvící publikum. U italského publika je oblíbená a její veřejná čtení bývají vyprodána.
Napsala text k písni Al cuore fa bene far le scale italské zpěvačky Diany Tejery.
Za své básně byla oceněna italskou literární cenou Premio Viareggio v roce 1999.

## Básnické sbírky
- 1974: Le mie poesie non cambieranno il mondo
- 1981: Il cielo
- 1992: Poesie 1974–1992
- 1999: L’io singolare proprio mio
- 1999: Sempre aperto teatro
- 2006: Pigre divinità e pigra sorte
- 2013: Datura